# 审查法案
审查法案（英語：Test Acts）是英格兰斯图亚特王朝复辟时期颁布的一系列立法，旨在通过宗教审查限制政府官员的任用。根据这些法案，天主教徒以及所有不从国教者（Nonconformists）都被施加了严格的从政限制。法案规定，只有参加英格兰国教会（圣公会）圣餐礼的人，才有资格担任公职。
虽然审查法案在理论上适用于所有不从国教者，但实际上，许多新教异见派（如长老宗、公理宗等）在某些情况下能够部分规避其中的限制条款。相比之下，天主教徒受到的排斥更加严苛。这些法案在很长一段时间内成为确保国教地位、限制宗教多元化的重要工具，直至18世纪末至19世纪初，随着宗教宽容政策的发展，才逐步被废除或失效。